# Windows Anytime Upgrade
Windows Anytime Upgrade（ウィンドウズ エニィタイム アップグレード）は、Windowsをより上位のエディションに変更するシステムである。 Windows VistaとWindows 7で利用できる。「WAU」と称されることもある。
Windows XPではHome Edition→ProfessionalへのCDでのステップアップグレード（通常版発売後日に期間限定で発売）が存在したが、これをオンラインで行えるようにしたものがWindows Anytime Upgradeである。
なお、Windows 8以降のWindowsからはオンライン手続きのみでエディションをアップグレード可能な「Windows #（8または8.1、10、11）への機能の追加」という名称に改称された。本項では便宜上、これについても記述する。

## Windows Vista
VistaではDVDメディアを用いてアップグレードを行う形式であった。アップグレード手順がXPとあまり変わらなかったためか、オンラインでのライセンス販売は2008年2月20日を以て終了し、その後はXP時代と同じくステップアップグレードのパッケージ版のみが販売された。
アップグレードはステップアップグレードパッケージ版も同じで、以下の4通りが可能であった（Ultimateは最上位エディションとして提供されている為、Windows Anytime Upgradeの機能自体が存在しない）。
- Home Basic→Home Premium
- Home Basic→Ultimate
- Home Premium→Ultimate
- Business→Ultimate

## Windows 7
7では従来のWindowsとは異なり、インストールプログラムは全エディションで共通化され、プロダクトキーで使える機能とそうでない機能を分ける方式に変更された。それに伴い、アップグレード用メディアも不要となり、所要時間も10分程度に短縮された。プログラムを起動してアップグレードキーの購入を行うか、すでに購入したキーの入力を行い、指示に従って進めていくことで自動的に上位エディションにアップグレードされる（ただし、Windows 7アップグレード版インストールメディアのプロダクトキーでWindows Anytime Upgradeを使用してアップグレードするとライセンス認証ができなくなる。詳細は、「Microsoft Windows 7#旧バージョンからのアップグレード / ダウングレード / アンインストール」を参照の事）。
アップグレードは以下の6通りが可能である（太字はWindows Anytime Upgradeパックも販売）。
- Starter→Home Premium
- Starter→Professional
- Starter→Ultimate
- Home Premium→Professional
- Home Premium→Ultimate
- Professional→Ultimate

尚、Home BasicとEnterpriseはAnytime Upgradeを利用しての上位エディションへのアップグレード（例：Home Basic→Home Premium）および、下位エディションからのアップグレード（例：Professional→Enterprise）はできない。また、Ultimateは最上位エディションとして提供されている為、Windows Anytime Upgradeの機能自体が存在しない。

## Windows 8以降
8、および8.1、10、11では名称が「Windows #への機能の追加」に改称され、個人向けエディション（8と8.1は無印、10以降はHome）からProへアップグレードする場合に限り、アップグレードを前提とした各Pro用のライセンスキーをオンラインで購入（8/8.1のみパッケージでも入手可能）後、ディスク不要でエディションをアップグレードすることが可能となっている。
アップグレードは下記の通りが可能である。
Windows 8 / 8.1（太字はWindows 8 / 8.1 Pro Packも販売）
- 8 / 8.1（各無印）→Pro with Media Center or Pro　※Media Centerが付かないProへは、Proのリテール版（オンラインとパッケージの両方あり）、およびDSP版の各種インストールメディアのプロダクトキーで、8/8.1の無印とProおよびPro with Media Centerから8/8.1 Proへ可能で（8→8.1 Proへも可能）、それ以外はリテール版のインストールメディアのプロダクトキーでのアップグレードは非サポート

Windows 10（Windows 10のエディション別機能比較表も参照）
- Home → Pro　※リテール、およびDSPの各種インストールメディアのプロダクトキーでのアップグレード、またはMicrosoft Storeでのアップグレード（ただし、購入の際にクレジットカードとMicrosoftアカウント、またはマイクロソフトギフトカード〈いわゆるプリペイドカードで最低15,000円分以上のポイントは必須〉とMicrosoftアカウントが必要）もサポート
- Home → Education ※ライセンス更新でのアップグレードのみ。教育機関向けのボリュームライセンス契約者専用
- Home → Pro for Workstations　※リテール、およびDSPの各種インストールメディアのプロダクトキーでのアップグレード、またはMicrosoft Storeでのアップグレードもサポート
- Pro → Pro Education ※ライセンス更新でのアップグレードのみ。教育機関向けのボリュームライセンス契約者専用
- Pro → Pro for Workstations　※リテール、およびDSPの各種インストールメディアのプロダクトキーでのアップグレード、またはMicrosoft Storeでのアップグレードもサポート
- Pro → Enterprise ※ライセンス更新でのアップグレードのみ。企業、および団体、個人の各ボリュームライセンス契約者専用
- S → Pro ※ライセンス更新でのアップグレードのみ。教育機関向けのボリュームライセンス契約者専用
- S → Pro for Workstations　※リテール、およびDSPの各種インストールメディアのプロダクトキーでのアップグレード、またはMicrosoft Storeでのアップグレードもサポート

Windows 11（Windows 11のエディション別機能比較表も参照）
- Home → Pro　※リテール、およびDSPの各種インストールメディアのプロダクトキーでのアップグレード、またはMicrosoft Storeでのアップグレードもサポート
- Home → Education ※ライセンス更新でのアップグレードのみ。教育機関向けのボリュームライセンス契約者専用
- Home → Pro for Workstations　※リテール、およびDSPの各種インストールメディアのプロダクトキーでのアップグレード、またはMicrosoft Storeでのアップグレードもサポート
- Pro → Pro Education ※ライセンス更新でのアップグレードのみ。教育機関向けのボリュームライセンス契約者専用
- Pro → Pro for Workstations　※リテール、およびDSPの各種インストールメディアのプロダクトキーでのアップグレード、またはMicrosoft Storeでのアップグレードもサポート
- Pro → Enterprise ※ライセンス更新でのアップグレードのみ。企業、および団体、個人の各ボリュームライセンス契約者専用